# Octave Mirbeau
Octave Mirbeau (16 tháng 2 năm 1848 – 16 tháng 2 năm 1917) là một nhà văn người Pháp nổi tiếng. Các tác phẩm của ông rất đa dạng như: tiểu thuyết, kịch... Ông nổi tiếng với những tác phẩm trào phúng: Le Journal d’une femme de chambre (Kiếp Đi Ở) (1900), Les affaires sont les affaires (1903).

## Tiểu sử
Octave Mirbeau sinh năm 1848 ở Trévières (Calvados, Normandie). Ông từng học ở trường lycée tại Vannes và được bằng Cử nhân Văn chương. Năm 1872, ông đến Paris làm biên tập cho tờ L’Ordre de Paris. Từ năm 1882, ông đã sáng tác thêm khoảng 150 truyện ngắn và 10 tiểu thuyết. Ông chỉ thật sự nổi tiếng vào năm 1886, khi cho in cuốn Le Calvaire khẳng định lý tưởng nhân đạo. Năm 1903 ông viết xong vở kịch Les affaires sont les affaires (Comédie-Française).
Chủ nghĩa bi quan. Ông dành nhiều tình cảm cho những người thuộc tầng lớp dưới, những người bất hạnh chịu nhiều thiệt thòi nhất trong xã hội (Contes cruels). Ông miêu tả con người cảm nhận sâu sắc sự phi lý của cuộc sống (Farces et moralités), luôn muốn nổi dậy, chống lại nỗi khốn khổ của kiếp người (Le Jardin dé supplices). Ông luôn phấn đấu phát huy quyền làm người, bảo vệ quyền tự do cá nhân, tự do tôn giáo và quyền được phán xử công minh: trở thành một nhà văn giàu có và nổi tiếng, Octave Mirbeau vẫn không ngần ngại dính líu vào Vụ Dreyfus
Ông mất năm 1917 ở Paris, năm 69 tuổi.

## Tác phẩm
- Le Calvaire (1886).
- L'Abbé Jules (1888).
- Sébastien Roch (1890).
- Dans le ciel (1893-1989).
- Les Mauvais bergers (1897).
- Le Jardin des supplices (1899).

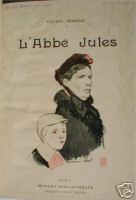
Hermann-Paul, L'Abbé Jules, 1904

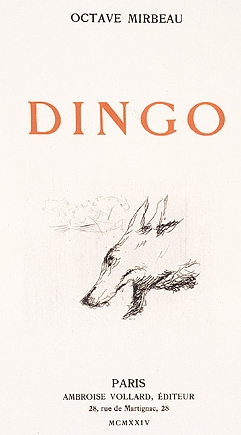
Dingo, Ambroise Vollard, 1924

- Le Journal d'une femme de chambre (1900) (Kiếp Đi Ở, 2003).
- Les 21 jours d'un neurasthénique (1901).
- Les affaires sont les affaires (1903).
- Farces et moralités (1904).
- La 628-E8 (1907).
- Le Foyer (1908).
- Dingo (1913).
- Un gentilhomme (1920).
- Les Mémoires de mon ami (1920).
- Contes cruels (1990).
- L'Affaire Dreyfus (1991).
- Lettres de l'Inde (1991).
- Combats esthétiques (1993).
- L'Amour de la femme vénale (1994).
- Combats littéraires (2006).
- Correspondance générale (2003 - 2005 - 2009).

## Phê bình

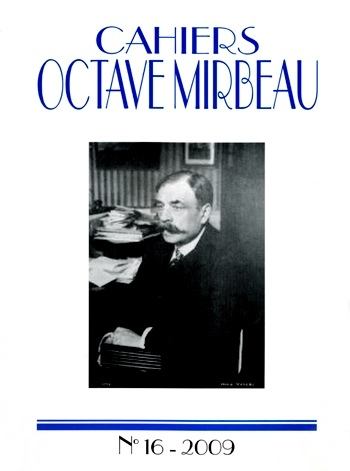

- Pierre Michel - Jean-François Nivet, Octave Mirbeau, l'imprécateur au cœur fidèle, 1990.
- Pierre Michel, Les Combats d'Octave Mirbeau, 1995.
- Samuel Lair, Mirbeau et le mythe de la Nature, 2004.
- Robert Ziegler, The Nothing Machine: The Fiction of Octave Mirbeau, Rodopi, 2007.
- Anita Staron, L'Art romanesque d'Octave Mirbeau — Thèmes et techniques, Wydawnictwo Uniwersytetu Lodzkiego, 2014
- Cahiers Octave Mirbeau, n° 1-21, 1994-2014.